# Évangiles judéo-chrétiens
On appelle Évangiles judéo-chrétiens des évangiles en usage pendant les premiers siècles de notre ère dans certaines communautés chrétiennes d'origine juive. Ces textes ont disparu, et on n'en dispose que d'une soixantaine de fragments, cités dans divers textes. On ne connaît le titre que d'un seul, l’Évangile des Hébreux, mais la critique actuelle juge qu'il en a existé deux (celui des Hébreux, dit aussi des Nazaréens, et celui des Ébionites, ou des Douze apôtres), ou plus probablement trois : l’Évangile des Hébreux, l’Évangile des Nazaréens, et l’Évangile des Ébionites (ou Évangile des douze Apôtres).